# Rochefort-sur-Loire
Rochefort-sur-Loire – miejscowość i gmina we Francji, w regionie Kraj Loary, w departamencie Maine i Loara.
Według danych na rok 2010 gminę zamieszkiwało 2 357 osób, a gęstość zaludnienia wynosiła 85 osób/km².